# Urbanisme

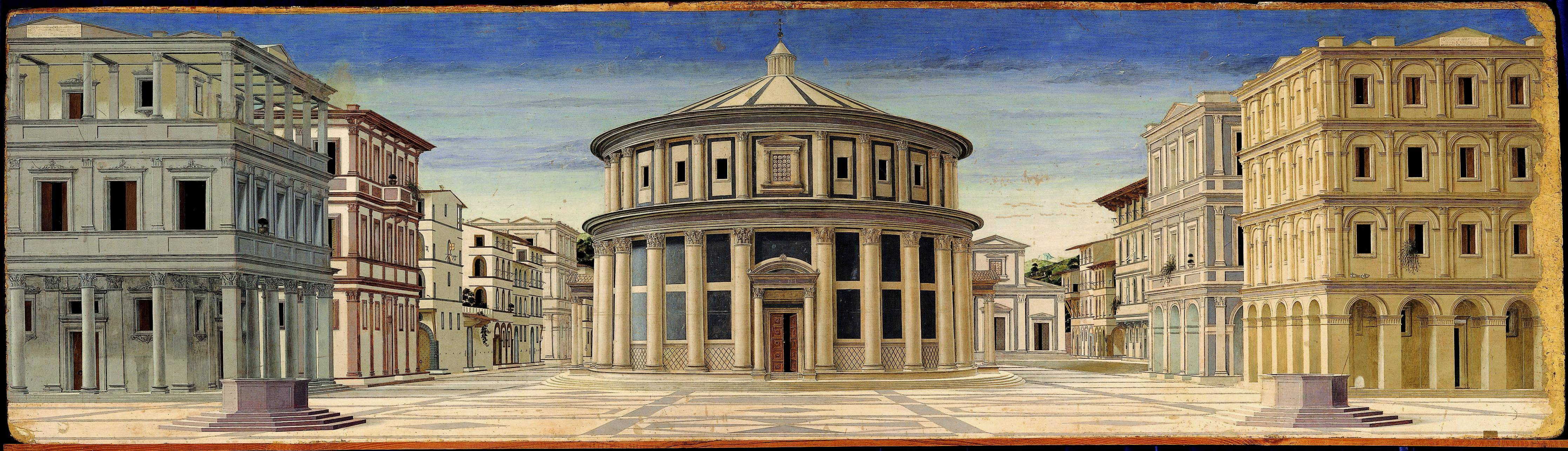
La Ciutat Ideal, Piero della Francesca

L'urbanisme o la urbanística (també anomenat en altres llengües planificació urbana) és la ciència i tècnica de l'ordenació de les ciutats i del territori. L'objecte principal de la disciplina urbanística és la planificació de les ciutats, de l'entorn urbà i del territori. Generalment s'entén que l'urbanisme no és més que la pràctica de la urbanística, la qual és la disciplina científica corresponent a la ciència de la planificació urbana. Aquesta dualitat permet entreveure el caràcter descriptiu i explicatiu de la urbanística com a ciència enfront del caràcter prescriptiu de l'urbanisme com pràctica o tècnica, fins i tot com a art, encara que ambdós enfocaments són parcialment correctes i es realimenten mútuament.
- Les teories de la urbanística estan en estreta relació i convergeixen amb altres disciplines interessades en l'estudi de la ciutat i el territori i en la intervenció sobre ambdós com: l'arquitectura, l'enginyeria civil, les ciències polítiques, l'ecologia, la geografia, l'economia, el dret, la sociologia, etc., així altres ciències humanes com: la història, l'antropologia, la lingüística, la semiòtica, etc.
- Com a camp professional, les pràctiques i tècniques de planificació urbana intervenen en l'aplicació de les polítiques urbanes d'equipaments, d'habitatge, d'infraestructures i transport, de medi ambient i protecció a la natura, de gestió de recursos, etc.

L'urbanisme tradicionalment s'ha associat a l'arquitectura, ja que aquesta disciplina s'aplica al conjunt de coneixements pràctics que proporcionen les bases fonamentals per resoldre els problemes de les ciutats. Els qui es dediquen a aquesta professió són els urbanistes o planificadors urbans, si bé, a molts països, entre els quals Espanya, l'urbanisme és una especialització o extensió de les professions d'arquitecte o enginyeria civil.

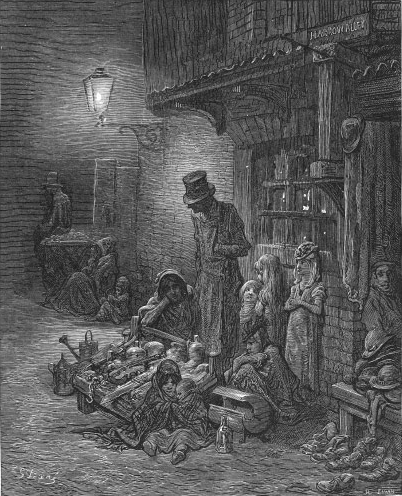
Houndsditchstreet, 1872. Gustave Doré

Els orígens moderns de l'urbanisme s'han de cercar en l'activitat de determinades societats filantròpiques i legisladors d'Anglaterra, recolzades per la difusió de novel·les, articles periodístics, etc. com les obres de l'escriptor Charles Dickens i Friedrich Engels, així com de determinats dibuixos o gravats de denúncia com els dels pintors Gustave Doré, Honoré Daumier, etc., així com l'activitat dels moviments higienistes sorgits a mitjans del segle xix a França i l'Imperi Austrohongarès com a reacció enfront del desordre en el creixement de les ciutats a conseqüència de la Revolució industrial. Aquests moviments postulaven, entre altres idees, la necessitat de sanejament de les ciutats mitjançant la construcció de clavegueres o l'adopció de normes sobre la superfície mínima i ventilació dels habitatges.
La planificació urbana inclou tant l'ordenació, el disseny i la gestió dels nous barris i ciutats com la renovació o reforma dels (o de les) existents, mitjançant l'adaptació dels mètodes de planificació urbana a les barriades i ciutats en declivi.

## Origen i significat del terme «urbanisme»

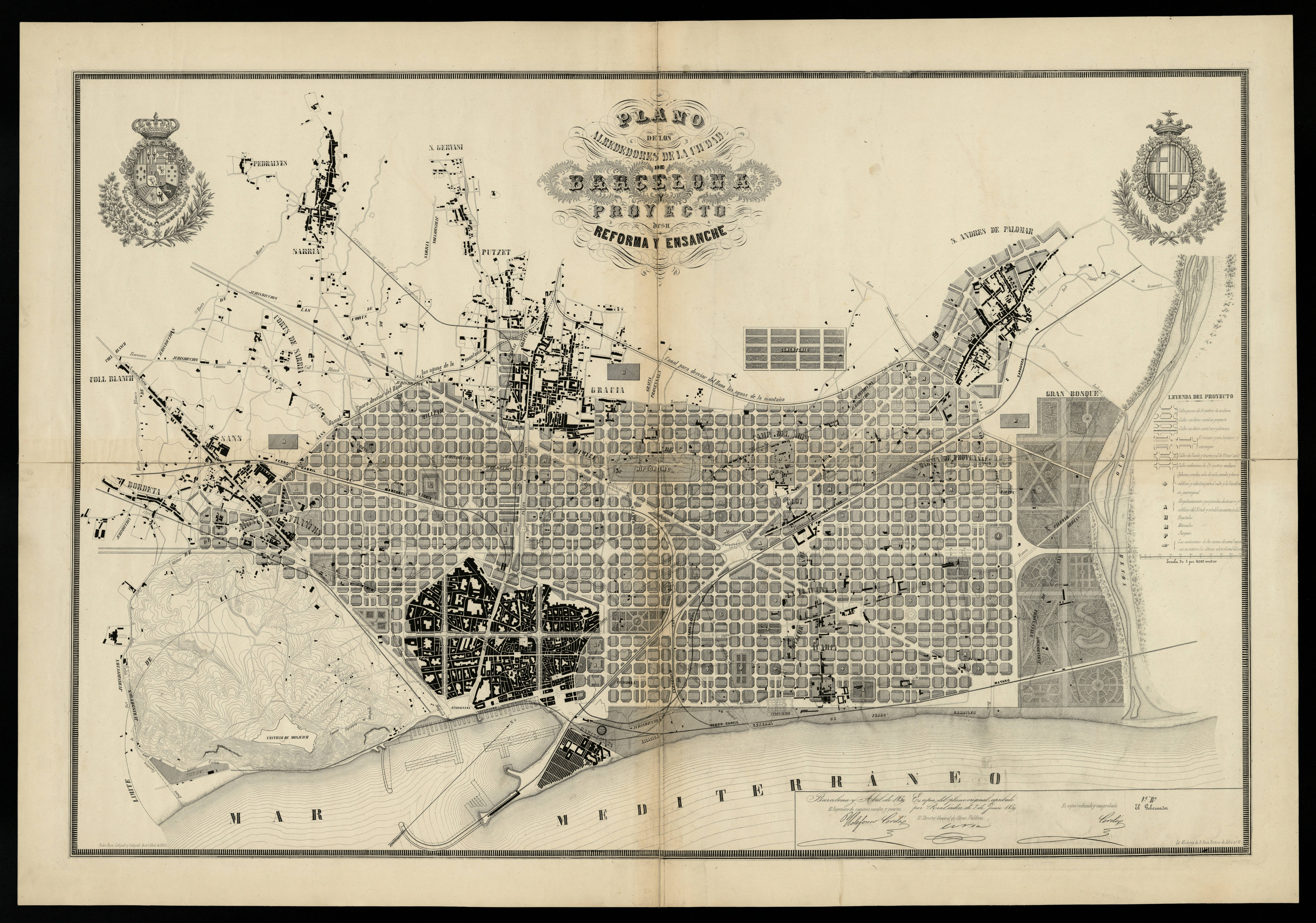
Plànol del Pla Cerdà. Museu d'Història de Barcelona.

El terme «urbanisme» deriva del neologisme «urbanització» introduït per Ildefons Cerdà en el seu llibre «Teoría General de la Urbanización» per designar una nova disciplina que tindria per objecte l'organització i regulació dels edificis i la seva agrupació per procurar el benestar de la població (resident o forastera) que habita o es troba ocasionalment en la ciutat, segons la següent cita:
| « | Heus aquí les raons filològiques que em van induir i van decidir a aportar la paraula urbanització, no només per indicar qualsevol acte que tendeixi a agrupar l'edificació i a regularitzar el seu funcionament en el grup ja format, sinó també el conjunt de principis, doctrines i regles que s'han d'aplicar, perquè l'edificació i el seu agrupament, lluny de comprimir, desvirtuar i corrompre les facultats físiques, morals i intel·lectuals d'home social, serveixin tant per fomentar el seu desenvolupament i vigor com per augmentar el benestar individual, la suma de dels quals forma la felicitat pública. | » |

Els mots amb l'arrel llatina «urbs», que designa la ciutat per antonomàsia, és a dir Roma, fan referència a aquesta nova disciplina científica o a les seves derivacions, així tenim: «urbanisme» en francès i català, «urbanismo» en castellà i italià. En anglès però, el terme «urbanism» és d'utilització recent i significat variable segons els autors, així com de contingut més limitat que els seus equivalents en les llengües llatines; els termes equivalents en anglès són: «urban planning» o «town planning» (en el context britànic) i «city planning» (en el context nord-americà); el terme equivalent en alemany és «Stadtebau». Cap d'aquests termes apareix en els diccionaris abans del segle xx. La incorporació a la disciplima urbanística dels postulats del Moviment Modern, portà que el terme «urbanització» designés el procés de transformació física del sòl (és a dir, l'espai) de rústec en urbà, mitjançant la construcció dels carrers, places i zones verdes, les xarxes d'infraestructures i les edificacions, mentre que els mots «urbanística» i «urbanisme» són sinònims que designen el conjunt de la disciplina, amb l'accent posat en la teoria o en la pràctica.

## Història

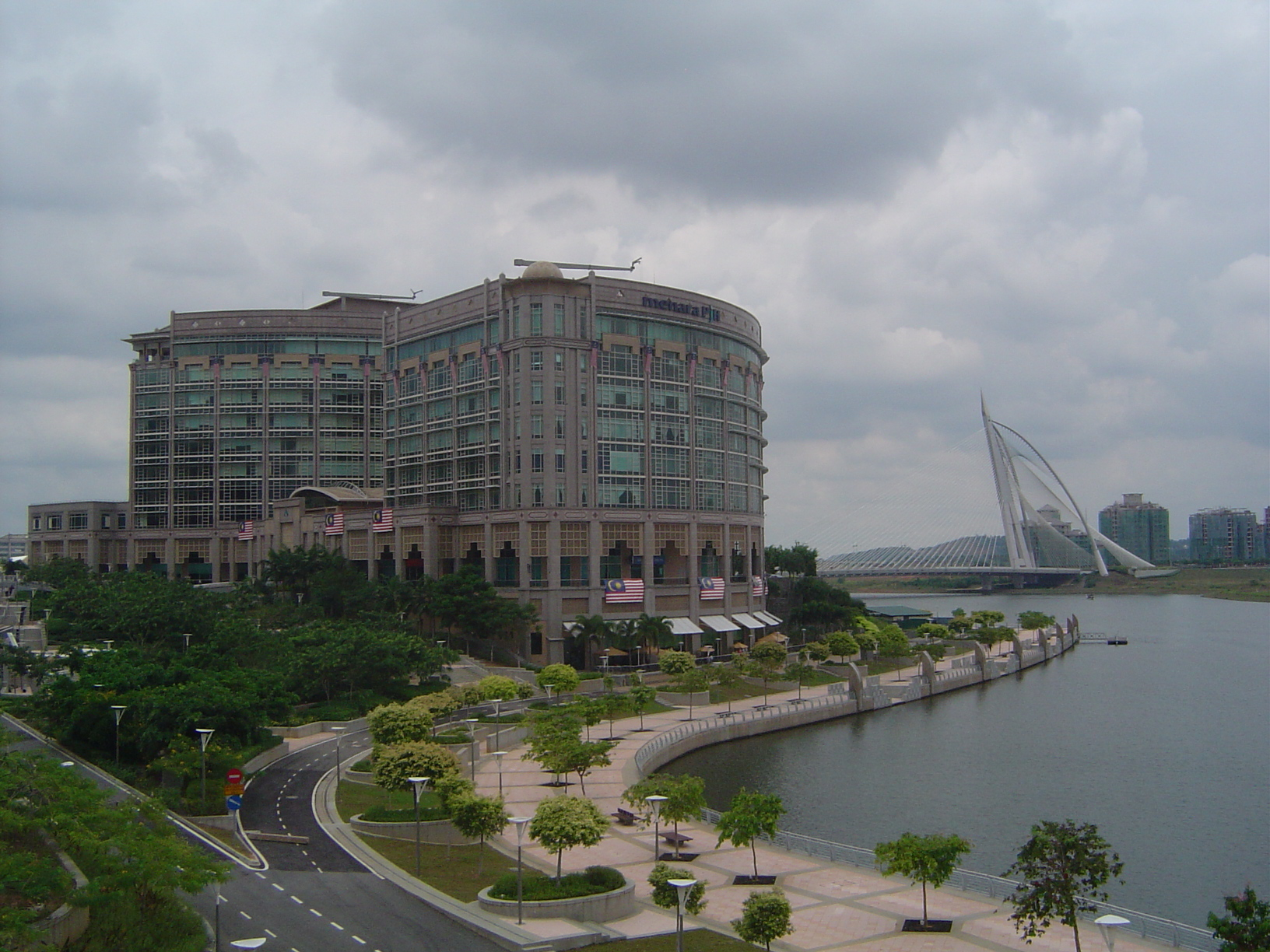
Putrajaya és la capital administrativa de Malàisia. Construïda a partir de mitjan anys 90, és la capital més nova del món.

Hipòdam de Milet (considerat per molts el primer urbanista de la història) va fer el pla urbanístic d'El Pireu, el port d'Atenes, sobre una quadrícula que ara es coneix com a pla hipodàmic i que s'ha repetit multitud de vegades. Neró també es va comportar com un urbanista quan, després de l'incendi de Roma, va fer reconstruir la ciutat sobre un pla diferent del traçat original.2019
Des del segle xii, la Xina té una tradició de destrucció urbana sobtada motivada pels canvis de dinastia, destruint edificis emblemàtics del règim polític anterior. En l'era moderna, les demolicions s'aplicaven als edificis corrents.
Al segle xix es maneguen conceptes similars sota diferent nom, però va ser Ildefons Cerdà el primer, quan dedica la seva Teoria General de la Urbanización de 1859 (publicada el 1876), a desenvolupar els criteris de l'urbanisme. Baumeister i Stübben, el 1893, fan servir la paraula Städtebau (construcció de ciutats). El 1898, Howard va publicar To Morrow per a descriure les ciutats del futur. Unwin (1908), Triggs (1909) i Haverfield (1913) varen fer servir townplanning (planejament de ciutat).
La visió avançada de Cerdà no va ser acceptada per la Real Academia de la Lengua Española fins al 1914 tot i que amb una definició diferent de la que li havia donat el seu autor. En anglès, el terme s'accepta el 1890 i en francès urbaniser és acceptada el 1873 i urbanisme entra al diccionari Hachette el 1910.
A iniciativa de l'Institut Superior d'Urbanisme de la Ciutat de Buenos Aires, en 1949 l'Organització de les Nacions Unides (ONU)va declarar el 8 de novembre Dia Mundial de l'Urbanisme com a data per recordar accions necessàries per al bé comú com l'augment de parcs i zones recreatives, la remodelació d'algunes àrees ciutadanes, l'acabament d'obres de desenvolupament urbà, la descongestió de zones superpoblades i aquelles mesures que disminueixin la contaminació de l'aire i de l'aigua. Aquesta data és l'inici de diverses iniciatives per al desenvolupament urbà sostenible i una fita per a les celebracions dels urbanistes de tot el món.
Depassant el marc en el qual per etimologia i definició estava restringit l'urbanisme -la ciutat-, avui és una disciplina d'objectiu molt més ampli i s'utilitza per a l'ordenació integral del territori. L'urbanisme, sinònim de planificació i ordenació, s'ocupa en cas de proporcionar models territorials sectoritzats, on cada un d'aquests àmbits té assignat un desenvolupament concorde amb les seves aptituds. Així, hi haurà uns terres netament urbans, altres urbanitzables, això és, susceptible d'arribar a ser urbans quan les necessitats de creixement i expansió ho determinin, i, per fi, terres no urbanitzables sense cap expectativa d'evolució cap a espais cívics.

## La professió d'urbanisme
En el món des de fa diverses dècades, l'urbanisme s'imparteix a les universitats com a disciplina liberal i independent d'altres professions. Podem trobar més de 100 universitats de diferents països, que brinden aquesta carrera universitària emprant denominacions com a: Urbanisme, Llicenciatura en Urbanisme, Enginyeria urbana, Planejament urbanístic, Planificació de Ciutats, entre d'altres.
El cas europeu és liderat pels Països Baixos i França i a Amèrica del Nord pel Canadà.
No obstant això, encara perdura la formació d'urbanistes com una especialització al nivell de postgrau de disciplines afins, com ara l'arquitectura, l'enginyeria civil, la sociologia, l'economia, el dret i la geografia, entre d'altres.

## Algunes definicions d'urbanisme
Ernesto Vinatier (El disseny urbà i l'arquitectura per a la sustentabilitat de l'home en el seu entorn 2007) «L'Urbanisme és la capacitat de l'ésser humà que li permet adaptar-se al seu entorn transformant-lo partint de les seves necessitats, utilitzant els mitjans i coneixements necessaris per a aquesta finalitat, depèn directament de la capacitat tecnològica, de la cultura i ideologies en la que es desenvolupa, té com a finalitat ser un sistema de suport per a les civilitzacions i el desenvolupament de societats complexes.»